# Lin Yi-chun (Leichtathletin)
Lin Yi-chun (* 18. November 1986) ist eine ehemalige taiwanesische Leichtathletin, die sich auf den Sprint spezialisiert hat.

## Sportliche Laufbahn
Erste internationale Erfahrungen sammelte Lin Yi-chun im Jahr 2003, als sie bei den Jugendweltmeisterschaften im kanadischen Sherbrooke mit 12,37 s und 25,32 s jeweils in der ersten Runde über 100 und 200 Meter ausschied. 2005 erreichte sie bei der Sommer-Universiade in Izmir das Viertelfinale im 100-Meter-Lauf und schied dort mit 12,25 s aus, während sie mit 25,69 s nicht über die Vorrunde über 200 Meter hinauskam. Im Jahr darauf nahm sie an den Asienspielen in Doha teil und schied dort mit 12,11 s im Vorlauf über 100 Meter aus und gewann mit der taiwanischen 4-mal-100-Meter-Staffel in 45,86 s gemeinsam mit Chuang Shu-chuan, Chen Ying-ru und Yu Sheue-an die Bronzemedaille hinter den Teams aus der Volksrepublik China und Japan. 2007 kam sie bei den Asienmeisterschaften in Amman mit 12,11 s nicht über die Vorrunde hinaus und gewann mit der Staffel in 46,48 s gemeinsam mit Lin Wen-wen, Chen Shu-chuan und Li Chen Yi Ru die Bronzemedaille hinter den Teams aus Thailand und Japan. Anschließend erreichte sie bei den Studentenweltspielen in Bangkok das Viertelfinale über 100 Meter und schied über 12,10 s aus. Zudem gelangte sie mit der Staffel mit 46,74 s auf den achten Platz. 2009 schied sie bei der Sommer-Universiade in Belgrad mit 12,31 s in der Vorrunde über 100 Meter aus, wie anschließend auch bei den Asienmeisterschaften in Guangzhou mit 12,41 s. Zudem belegte sie dort mit der Staffel in 45,81 s den fünften Platz. Daraufhin klassierte sie sich bei den Ostasienspielen in Hongkong mit 12,44 s auf dem sechsten Platz über 100 Meter und wurde im Staffelbewerb mit 46,12 s Vierte. Daraufhin beendete sie ihre aktive sportliche Karriere im Alter von 23 Jahren.
In den Jahren 2006 und 2007 wurde Lin taiwanische Meisterin im 100-Meter-Lauf.

## Persönliche Bestleistungen
- 100 Meter: 11,74 s (+0,9 m/s), 22. Oktober 2007 in Tainan
- 200 Meter: 24,63 s (+0,7 m/s), 24. Oktober 2007 in Tainan